# ChemPhysChem
ChemPhysChem (abrégé en ChemPhysChem) est une revue scientifique à comité de lecture qui publie des articles à l'interface de la chimie et de la physique.
D'après le Journal Citation Reports, le facteur d'impact de ce journal était de 3,419 en 2014. Actuellement, les directeurs de publication sont Frans C. De Schryve (Katholieke Universiteit Leuven, Belgique) et James T. Hynes (École normale supérieure, France).
Publié de 2000 à 2002, Single Molecules  (ISSN 1438-5163) est incorporé à ChemPhysChem en 2003.